# Kliczków Wielki
Kliczków Wielki est une localité polonaise de la gmina de Brzeźnio, située dans le powiat de Sieradz en voïvodie de Łódź.